# Pseudepidosis
Pseudepidosis is een muggengeslacht uit de familie van de galmuggen (Cecidomyiidae).

## Soorten
- P. bifida Spungis, 1981
- P. lunaris Mamaev, 1966
- P. trifida Mamaev, 1966